# Besuchertausch
Besuchertausch-Systeme sind Systeme, die dazu dienen, Websites bekannt zu machen. Im Prinzip funktionieren sie in etwa wie Mailtauscher.

## Funktionen
Besuchertausch-Systeme werden meistens dazu verwendet, kostenlos für Websites zu werben und sie so populär zu machen, sind aber auch beliebte „Hilfsmittel“ für Spieler eines Dieb- oder Bettelspiels. Man bekommt Punkte, indem man sich die Internetseiten anderer Mitglieder in einer sog. „Surfbar“ ansieht und man kann die Punkte nutzen, um seine eigenen Seiten anderen Usern in deren Surfbar anzeigen zu lassen. Einige Tauschsysteme zahlen auch Geld aus.

### Arten
Es gibt automatische und manuelle Besuchertausch-Systeme. Bei beiden Systemen wird dem User im oberen Teil seines Webbrowsers eine sogenannte Surfbar angezeigt. Das ist ein statischer Bereich, in dem ihm z. B. der Status seines Accounts angezeigt wird; oft werden dort auch Werbebanner eingeblendet. Im unteren Teil werden eine oder mehrere WebSite/n eines der anderen Teilnehmer angezeigt.
- Bei manuellen Systemen muss der User/Surfer nach einer festen, vorgegebenen Zeit (oft 15, 20, oder 30 Sekunden, je nach Anbieter) einen Link oder Button klicken, damit ihm die nächste WebSite angezeigt wird. Dies bedingt, dass der User vor dem PC sitzt, und so wenn vielleicht auch nicht immer gewollt, dann aber doch gezwungen, die eine oder andere Seite sieht.
- Bei automatischen Besuchertausch-Systemen muss der User nichts klicken. Nach Ablauf der vorgegebenen Zeit wird automatisch die nächste Website angezeigt. Dieses automatische System verleitet dazu, die Surfbar über Stunden (oft auch nachts) unbeaufsichtigt laufen zu lassen. Immerhin erhält man mit jeder Website, die angezeigt wird (die man aber nicht notwendigerweise selbst ansehen muss) einen Punkt, den man gegen eigene Werbung eintauschen kann.

Der offensichtliche Nachteil der automatischen Besuchertauscher ist, dass auch die anderen User die Seiten nur selten ansehen. Also ist die Quote: 'WebSite angezeigt' - zu - 'WebSite von einem realen User auch gesehen' weitaus geringer als bei manuellen Systemen. Dieser Nachteil gilt aber für alle Teilnehmer gleichermaßen. Moderne Besuchertauscher haben das Problem dadurch gelöst, dass alle 20–90 Minuten eine Bestätigung erfolgen muss. Damit wird verhindert, dass die Surfbar über Nacht ungesehen durchlaufen kann.
Von 'Marketing-Experten' werden Besuchertausch-System im Allgemeinen als 'Spielerei' abgetan bzw. als ein wirkungsloses Instrument, welches lediglich für vermehrten Traffic sorgt, jedoch nicht für reale Besucher. Bei Besuchertausch-Usern hingegen gelten zwar die manuellen Systeme als akzeptable Variante, weil dadurch doch der eine oder andere Besucher auf der beworbenen Site hängenbleibt; hingegen gelten die automatischen Besuchertausch-Systeme als 'ineffektiv', aufgrund des oben genannten Nachteils, der aber bei den großen Anbietern inzwischen behoben wurde. Einige kleinere Anbieter haben mittlerweile auch beide Versionen eingebaut, die manuelle und die automatische Surfbar. Somit ist es den Usern in nur einem System möglich Traffic oder reale Besucher zu erhalten.
Bei einigen größeren Systemen wie eBesucher hat sich mittlerweile eine feste, virtuelle Währung anstelle der Punkte etabliert, die man gegen andere Währungen tauschen kann. Somit ist es möglich, indirekt durch eBesucher und ähnliche Systeme zu verdienen. Durch die Funktion des Punktetransfers zu anderen Usern, den auch kleinere Systeme bieten, kann man sich für kleinere Dienstleistungen usw. mit der Währung bezahlen lassen. Durch die externen Schnittstellen der größeren Seiten lassen sich die Punkte auch auf andere Seiten transferieren und in sogenannten Wechselstuben umtauschen.